# مانا احمدانی
مانا احمدانی (به انگلیسی: Mana Ahmadani) یک منطقهٔ مسکونی در پاکستان است که در ناحیه دیره غازی خان واقع شده‌است. مانا احمدانی ۱۱۱ متر بالاتر از سطح دریا واقع شده‌است.